# Lathriopyga nistru
Espèce
Lathriopyga nistru est une espèce de collemboles de la famille des Neanuridae.

## Distribution
Cette espèce est endémique de Moldavie.

## Description
Lathriopyga nistru mesure de 0,98 à 1,43 mm.

## Étymologie
Son nom d'espèce lui a été donné en référence au lieu de sa découverte, le Nistru.

## Publication originale
- Buşmachiu, Deharveng & Weiner, 2010 : A new species of the genus Lathriopyga Caroli, 1912 (Collembola, Neanuridae, Neanurinae) from the Republic of Moldova. Zootaxa, no 2639, p. 53-58.